# Кущівник-тонкодзьоб
Кущівни́к-тонкодзьоб (Pygiptila stellaris) — вид горобцеподібних птахів родини сорокушових (Thamnophilidae). Мешкає в Південній Америці. Це єдиний представник монотипового роду Кущівник-тонкодзьоб (Pygiptila).

## Опис
Довжина птаха становить 12-13 см, вага 23-27 г. У самців верхня частина тіла темно-сіра, тім'я чорне, на плечах білі плямки. Нижня частина тіле блідшіша, сірувата. У самиць верхня частина тіла сіра, крила контрастно-руді, не поцятковані плямками. Нижня частина тіла і обличчя тьмяно-охристі. Дзьоб міцний, хвіст короткий.

## Підвиди
Виділяють чотири підвиди:
- P. s. maculipennis (Sclater, PL, 1855) — від південно-східної Колумбії до північного сходу Перу;
- P. s. occipitalis Zimmer, JT, 1932 — крайній схід Колумбії, південь Венесуели, Гвіана і північна Бразилія;
- P. s. purusiana Todd, 1927 — західна Болівія, південний схід Перу, Бразилія на схід від Мадейри і на південь до Амазонки;
- P. s. stellaris (Spix, 1825) — центральна Бразилія на південь від Амазонки і на північний захід від Мату-Гросу.

## Поширення і екологія
Кущівники-тонкодзьоби мешкають в Колумбії, Венесуелі, Гаяні, Французькій Гвіані, Суринамі, Бразилії, Еквадорі, Перу і Болівії. Вони живуть у вологих рівнинних тропічних лісах та на болотах. Зустрічаються на висоті до 700 м над рівнем моря.

## Поведінка
Кущівники-тонкодзьоби зустрічаються парами, часто приєднуються до змішаних зграй птахів. Живляться переважно личинками лускокрилих, а також прямокрилих, зокрема коротковусих прямокрилих, богомолів і примарових. Шукають їжу в середньому ярусі лісу та в нижній частині лісового намету.